# Stewart Wood
Stewart Martin Wood, baron Wood d'Anfield (né le 25 mars 1968) est un pair travailliste à la Chambre des lords. 

## Jeunesse
Wood grandit à Tonbridge, Kent, et fréquente la Judd School. En 1986, il va à l'University College, Oxford, où il obtient un diplôme de première classe en philosophie, politique et économie. Il étudie ensuite à l'Université Harvard en tant que boursier Fulbright où il obtient un doctorat en gouvernement en 1996. 

## Carrière professionnelle
Il enseigne à l'Université d'Oxford depuis 1995. De 1996 à 2011, il est tuteur en politique au Magdalen College, Oxford, où il est toujours un membre émérite (non rémunéré). En 2016, il est nommé Fellow of Practice à la Blavatnik School of Government d'Oxford. 
De 2001 à 2007, il est membre du Conseil des conseillers économiques du chancelier du Trésor, spécialisé dans la politique de l'éducation, les affaires des gouvernements locaux et la politique de l'UE. Il fait partie de l'équipe du Trésor qui a réalisé l'évaluation «Five Tests» recommandant que le Royaume-Uni ne rejoigne pas l'euro en 2003. De 2007 à 2010, il est conseiller du premier ministre Gordon Brown, couvrant la politique étrangère; Irlande du Nord; et la politique culturelle, médiatique et sportive. Après les élections de 2010, il aide à diriger la campagne d'Ed Miliband pour devenir chef du parti travailliste et est conseiller d'Ed Miliband, le chef du parti travailliste, de 2010 à 2015. 

## Carrière parlementaire
Le 15 janvier 2011, Il est créé pair à vie avec le titre de baron Wood d'Anfield, de Tonbridge dans le comté de Kent, et est présenté à la Chambre des lords le 18 janvier 2011 où il siège comme pair travailliste. De 2011 à 2015, il est ministre de l'ombre sans portefeuille. 

## Publications
Les recherches et publications de Wood se concentrent sur l'économie politique contemporaine en Europe, la politique allemande, la politique américaine et les questions de politique publique autour de la politique industrielle et de l'avenir de l'État-providence. Il travaille avec le think tank Policy Network sur le concept de pré-distribution comme moyen de s'attaquer à ce qu'Ed Miliband décrit comme «la crise croissante du niveau de vie». L'annonce que la pré-distribution deviendrait une pierre angulaire de la politique économique du parti travailliste britannique est raillée en plaisantant par le premier ministre David Cameron lors des questions du premier ministre à la Chambre des communes. 
En juillet 2016, il succède à Jeremy Greenstock à la présidence de l'Association des Nations unies (UNA-UK). Le même mois, il est nommé au conseil d'administration de la Marshall Aid Commemoration Commission. Il est membre du conseil d'administration du Royal Court Theatre depuis 2006 et, en 2017, il est devenu administrateur de la Diversified Income Trust de Janus Henderson. 